# أرض الحب
أرض الحب (بالإسبانية: En Tierras Salvajes)‏ مسلسل مكسيكي.

## قصة المسلسل
إيزابيل مونتالبان امرأة جميلة من المدينة الكبيرة، تعاني من مشكلة رئوية خطيرة، وتذهب للعيش في بلدة صغيرة حيث تعيش عائلة زوجها أنيبال، بحثًا عن الراحة.
ما لا يمكن لأحد أن يتخيله هو أن وجود المرأة الشابة سيغير مصير الأسرة إلى الأبد.
سيرجيو ودانيال، هما أخوان أنيبال. على الفور، كلاهما يشعران بجاذبية قوية للمرأة الشابة. سيرجيو رجل هادئ، يعمل كطبيب ومستعد دائمًا لرعاية صحة إيزابيل. من ناحية أخرى، دانيال رجل وسيم ومتوحش. إنه أكثر إخوته يعيش حياتة بحرية وبشغف شديد. يقع في حب زوجة أخية بجنون، لكنه يعلم أنه يجب عليه التخلي عن هذا الحب الممنوع.
في مزرعة العائلة، دون أرتورو، والد أنيبال، رجل طيب وعاطفي، وزوجته دونيا أمباروي عشيقة متغطرسة.
تبدأ دراما إيزابيل عندما تشعر أن زواجها يفشل تمامًا، لأن زوجها أنيبال، يهتم فقط بشؤون الأسرة والمال، ويبتعد عنها أكثر فأكثر. تدرك إيزابيل أنها في حالة حب مع دانيال وسيرجيو، لكنها تعتقد أنها يجب أن تكافح من أجل إنقاذ زواجها وتجنب صراع خطير في العائلة.

## روابط خارجية
- أرض الحب على موقع IMDb (الإنجليزية)
- أرض الحب على موقع كينوبويسك (الروسية)
- أرض الحب على موقع قاعدة بيانات الفيلم (الإنجليزية)